# Pilsen Rock (Uruguay)
El Pilsen Rock fue un festival de música rock uruguayo organizado por la marca de cerveza Pilsen, que se llevó a cabo anualmente entre 2003 y 2009 en la ciudad de Durazno, y en 2010 en la capital Montevideo. La empresa impulsó el evento como parte de una estrategia de marketing, pero con el tiempo logró captar la atención de públicos diversos y generar un espacio de encuentro masivo. Miles de personas asistieron a cada edición, atraídas por la entrada gratuita y por la propuesta centrada en bandas locales, lo que contribuyó a consolidar al festival como una plataforma destacada para la música nacional a comienzos del siglo XXI.
A lo largo de sus ocho ediciones, el festival reunió a varias de las bandas más representativas del rock uruguayo, como La Vela Puerca, No Te Va Gustar, Buitres, El Cuarteto de Nos, La Trampa, Trotsky Vengarán y Hereford, entre otras. La convocatoria superó en algunas ediciones las 150 000 personas, lo que posicionó al evento entre los de mayor concurrencia en la historia del país. Además de incluir artistas ya establecidos, el festival también ofreció espacios para bandas emergentes, lo que favoreció el crecimiento de la escena local y permitió visibilizar nuevas propuestas musicales.
Diversos sectores también señalaron críticas y controversias en torno al festival, especialmente por el protagonismo de las marcas comerciales en ámbitos vinculados a la cultura juvenil. También se debatieron temas como la seguridad del evento y el consumo de alcohol, en un contexto en el que el Poder Ejecutivo había enviado al Parlamento un proyecto de ley sobre esta problemática. Aun así, el Pilsen Rock logró desempeñar un rol importante en la circulación del rock uruguayo y en la articulación de su público. Tras su última edición en 2010, el festival dejó una presencia reconocible en la memoria musical del país, y junto con el Montevideo Rock, integró el grupo de eventos más significativos del género en Uruguay.

## Historia

### 2002: antecedentes, efecto social tras la crisis de 2002 y organización

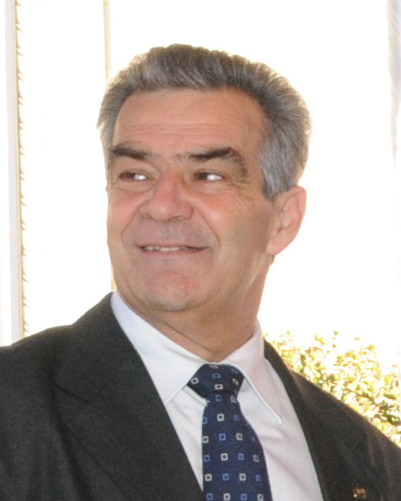
El intendente del Departamento de Durazno entre 2000 y 2009, Carmelo Vidalín (fotografiado en 2010), del Partido Nacional, permitió a que se lleve a cabo el Pilsen Rock, respaldó políticamente el evento y facilitó su permiso

A comienzos de los años 2000, Uruguay atravesaba una profunda crisis económica y social derivada del colapso financiero de 2002. En ese contexto, la marca de cerveza Pilsen, perteneciente a AmBev, buscaba reposicionar su imagen apostando al público joven, cada vez más conectado con la música local. El productor Claudio Picerno, en conjunto con Gastón Volonterio, propuso organizar un festival de rock gratuito, inspirado en modelos internacionales como el Cosquín Rock argentino, pero con identidad nacional. El periodista musical Carlos Dopico, recordó: «En los 2000, una crisis económica regional que termina impactando fuertemente en Uruguay, generó también que un montón de bandas salieran a cantar de otro lado, no la canción nihilista que podía tener el rock de los 80, sino que lo llevaba un poco más ferviente, de garra, dolor y pérdida».
La elección de realizar el evento en el Departamento de Durazno como sede no fue casual: su ubicación central y su predio disponible —el Parque de la Hispanidad— lo convertían en un punto estratégico. A pesar del escepticismo inicial, el entonces intendente Carmelo Vidalín respaldó activamente el proyecto, autorizando la realización del evento y colaborando con la logística local. Las empresas de transporte acordaron descuentos y se habilitó el acceso al festival mediante el canje de chapitas por entradas, promoviendo una fórmula de bajo costo y alto alcance.
Las bandas uruguayas, muchas en pleno ascenso, veían en la propuesta una oportunidad inédita para actuar ante multitudes. El ambiente musical vivía un momento de expansión, con nuevas generaciones de artistas y un público ávido de expresarse. A partir de estas condiciones —una necesidad social de reunión, una escena artística en crecimiento y una estrategia de marca ambiciosa—, la primera edición del Pilsen Rock emergió como un evento que canalizó el espíritu de una época.

### 2003: primera edición y auge
En octubre de 2003, la marca de cerveza Pilsen organizó por primera vez el festival de rock masivo en Uruguay. Eligió como sede el Parque de la Hispanidad en la ciudad de Durazno y programó el evento para el 25 y 26 de octubre. Claudio Picerno y Gastón Volonterio lideraron la producción, con el respaldo de la Intendencia de Durazno. Ofrecieron la entrada de forma gratuita y permitieron el acceso a través del canje de chapitas por tarjetas, además de ofrecer descuentos en transporte y alojamiento. Los organizadores esperaban unas 30 000 personas, pero la convocatoria superó todas las expectativas: asistieron más de 45 000, y algunas fuentes estiman que el número real superó los 100 000. Jóvenes de todo el país viajaron a Durazno en ómnibus, autos, motos e incluso a pie. La edición 2003 se convirtió en una especie de catarsis colectiva luego de la crisis económica de 2002. Gabriel Peveroni, escritor sobre música uruguaya, recuerda: «El rock venía creciendo inevitablemente, y obviamente el contexto sociopolítico fue importante, y también es importante esa maduración que había por parte de las bandas». Muchos jóvenes encontraron en el festival un espacio para liberar emociones contenidas, en medio de una atmósfera de libertad y música. Durante el sábado 25 de octubre tocaron Dsus4, Hereford, Graffolitas, Trotsky Vengarán y Buitres. El domingo 26, el público disfrutó de Sordromo, Once Tiros, Vinilo, No Te Va Gustar y La Renga desde Argentina. Las bandas locales enfrentaron el barro y la lluvia con potencia y entrega, y lograron mantener al público agitando en cada actuación. Hereford y Trotsky, por ejemplo, ofrecieron presentaciones recordadas por la energía que lograron generar ante decenas de miles de personas.

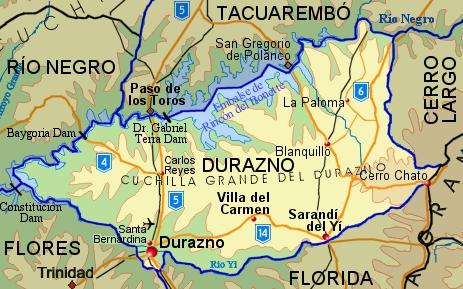
Departamento de Durazno, donde se realizó el evento inicialmente

La lluvia cayó durante gran parte del fin de semana y convirtió el parque en un lodazal. Las carpas en donde los individuos descansaban se volaron, los pies se hundieron en el barro y los baños colapsaron; aun así, el público resistió. Muchos armaron campamentos improvisados, compartieron abrigo, comida, agua y hasta baños cedidos por vecinos. El pogo colectivo, el barro hasta las rodillas y la música constante crearon una experiencia a la que muchos compararon con un «Woodstock al revés». La periodista Andrea Bertino escribió más tarde:

Fue un sábado de octubre de 2003 y el mundo del rock iba a cambiar para siempre… Era una necesidad emocional donde los jóvenes poscrisis exorcizamos miedo, asco y rabia. Quienes asistieron recordaron el evento como un momento de unidad, en el que el rock se volvió protagonista de una generación que venía de años difíciles. Algunos lo compararon con la llegada del Papa, pero al revés: esta vez no bajaba una figura desde arriba, sino que subía una multitud desde abajo, organizada espontáneamente.
Andrea Bertino en 2021

La ciudad de Durazno sintió el impacto económico de inmediato: comercios, hoteles, almacenes y ferias locales vendieron a pleno durante el fin de semana. Se estima que el festival inyectó alrededor de US$1 000 000 en la economía local. La Intendencia y la policía calificaron el operativo como exitoso, destacando la convivencia pacífica y la baja cantidad de incidentes, incluso Vidalín elogió el evento por su carácter juvenil y familiar.

### 2004: segunda edición y mejoras logísticas
La segunda edición del Pilsen Rock se realizó los días 13 y 14 de noviembre de 2004 en el mismo predio ubicado en Durazno. Luego del alcance logrado en su primera entrega en 2003, los organizadores —Picerno, Volonterio y Pilsen (AmBev)— incrementaron los recursos logísticos y técnicos, mejorando los accesos, los servicios y la infraestructura del festival. El evento volvió a ofrecer entrada gratuita y reunió entre 70 000 y 75 000 asistentes, lo que duplicó la concurrencia del año anterior y lo posicionó como uno de los encuentros musicales más multitudinarios del país hasta ese momento.
El gobierno departamental de Durazno, con el apoyo de Vidalín, impulsó medidas clave: habilitó dos escenarios —uno central y otro secundario—, fortaleció el transporte interdepartamental con tarifas reducidas y amplió el sistema sanitario, de limpieza y de seguridad. El ingreso se realizaba a través del canje de chapitas de cerveza, lo que mantenía el acceso libre y promovía una amplia participación juvenil proveniente de diversos puntos del país.
Durante las dos jornadas se presentaron dieciocho grupos nacionales y uno extranjero. El sábado 13 se presentaron Lapso, No Te Va Gustar, Bufón, La Trampa, La Teja Pride, Hereford, Graffolitas y Buitres. La Trampa abrió el escenario principal con una actuación enérgica, mientras que Lapso lo hizo en el escenario alternativo. Hereford volvió al festival con un repertorio consolidado y una respuesta entusiasta del público, y No Te Va Gustar protagonizó uno de los momentos más recordados al encabezar un pogo masivo que culminó con los asistentes entonando espontáneamente el himno nacional uruguayo.

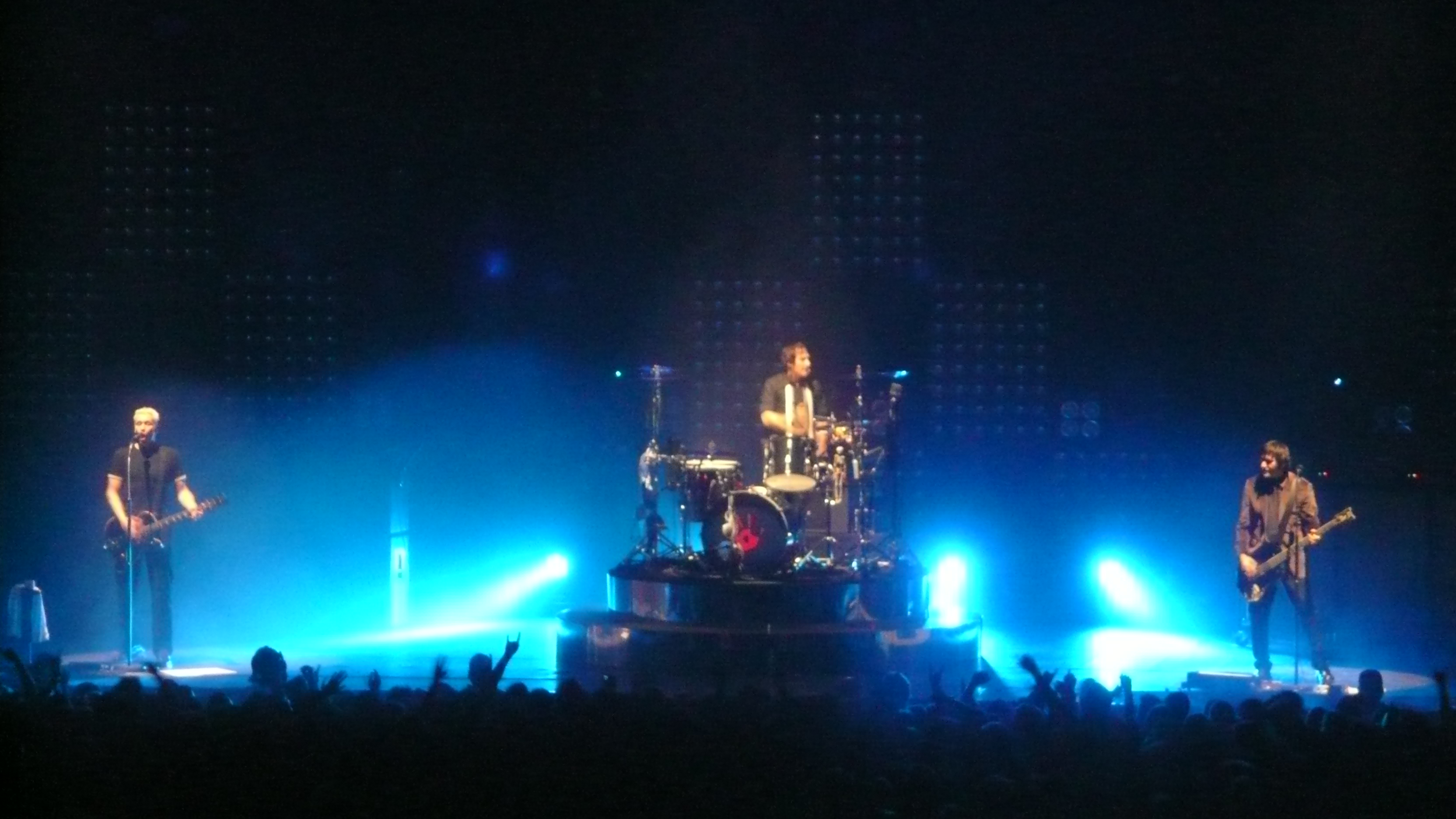
En la segunda edición del festival, se presentó la banda de punk rock alemana Die Ärzte (fotografiados en 2007), siendo el primer grupo del extranjero en participar del evento

El domingo 14, el programa incluyó a Saturno Dandys, La Tabaré, La Saga, Once Tiros, Psimio, Trotsky Vengarán, Vinilo, y como invitado internacional, el grupo alemán Die Ärzte, que logró establecer una conexión con el público pese a la diferencia de idioma. La jornada finalizó con la actuación de La Vela Puerca, que brindó un espectáculo de gran impacto y dejó una marca duradera entre los asistentes. Uno de los resultados concretos de esta edición fue la edición de un CD oficial del festival, publicado por Koala Records, que reunió grabaciones en vivo de las presentaciones de La Trampa, Buitres, Trotsky Vengarán, La Tabaré, Lapso, Hereford, Vinilo, La Saga, Graffolitas, La Teja Pride y Bufón.
Desde el punto de vista económico y social, la edición 2004 generó un efecto considerable en la zona. Se calcula que el evento movilizó más de US$500 000 en consumo, con un gasto individual promedio de unos 200 pesos uruguayos. Durazno duplicó su población durante el fin de semana, y el comercio local registró una actividad significativa. Las autoridades resaltaron el comportamiento ordenado del público, las condiciones climáticas favorables —a diferencia del barro y la lluvia de 2003— y la adecuada coordinación operativa, que permitió un desarrollo sin contratiempos del festival.

### 2005: tercera edición y aumento de audiencia
La tercera edición del Pilsen Rock se realizó los días 8 y 9 de octubre de 2005. El festival reafirmó su posición como el principal encuentro de rock nacional al reunir cerca de 120 000 personas, lo que llevó a que se reconociera simbólicamente a Durazno como la «Capital del Rock» uruguayo. El sábado 8 abrió con la presentación de Cadáveres Ilustres, seguido por bandas reconocidas como Doberman, Snake, Motosierra, Graffolitas, Buenos Muchachos, Hereford, Abuela Coca, Trotsky Vengarán y La Vela Puerca, quienes continuaron expandiendo su presencia en el interior del país. El domingo 9 actuaron grupos como Placebo For Export, RendHer, Boomerang, La Triple Nelson, Sórdromo, Buitres, Once Tiros, La Trampa y No Te Va Gustar, que cerró con un show extendido hasta la madrugada, pese al agotamiento del público.
Durante el fin de semana, el festival mostró un rasgo particular: se observaron más banderas y bengalas que en cualquier edición anterior, lo que dificultó la visibilidad en el predio y motivó a los organizadores a pedir mayor moderación. Esta expresión visual funcionó como una manifestación de identificación y entusiasmo del público hacia la música nacional. Entre las mejoras implementadas se destacó un escenario principal de mayores dimensiones —el más amplio montado hasta entonces en Uruguay— junto con una organización más sólida: se optimizaron los accesos, se intensificaron las tareas de limpieza, se garantizó el abastecimiento de agua, se ampliaron los servicios sanitarios y se reforzó la seguridad, como parte de una planificación mejorada a partir de la experiencia de los años anteriores.  El clima cálido acompañó el desarrollo del evento y favoreció la convivencia general. Miles de personas acamparon, compartieron espacios junto a fogones y mantuvieron interacciones pacíficas, lo que convirtió al festival en un punto de encuentro generacional y cultural. La Intendencia de Durazno calculó que el evento generó entre US$800 000 y US$1 000 000 netos, por encima de los US$600 000 alcanzados en 2004, lo que reflejó su creciente relevancia como factor dinamizador de la economía regional.

### 2006: cuarta edición y entradas paga
| Fue más grande que el año pasado. Las versiones que dicen que vino menos gente no son ciertas. Económicamente fue muy bueno.—Carmelo Vidalín sobre la cuarta edición del Pilsen Rock. |

La cuarta edición se llevó a cabo los días 14 y 15 de octubre de 2006 en el ya habitual Parque de la Hispanidad. Este año representó un cambio significativo en la evolución del festival, tanto en su estructura organizativa como en su influencia cultural y económica. Por primera vez desde su inicio, el ingreso dejó de ser completamente libre: el público accedía mediante el abono de un monto simbólico de 50 pesos uruguayos —aproximadamente US$2—, junto con la compra de tres botellas de cerveza Pilsen. Esta medida —aunque generó reacciones diversas— no afectó la concurrencia, que alcanzó cifras récord.
Aunque el acceso dejó de ser gratuito, la cantidad de asistentes superó la de todas las ediciones anteriores, con una concurrencia estimada entre 130 000  hasta 205 000 personas durante las dos jornadas. Con estos números, el evento alcanzó el primer lugar entre los festivales musicales con mayor convocatoria en la historia del país. Las condiciones climáticas previas no fueron favorables: lluvias esporádicas y tormentas eléctricas generaron incertidumbre sobre la posibilidad de aplazar o suspender las actividades, pero en ambas fechas el tiempo mejoró poco antes del comienzo de los shows, lo que permitió que el festival se llevara a cabo sin interrupciones.
El sábado 14 se presentaron en el escenario Pecho e’ Fierro, Vendetta, Vinilo, Doberman, Rey Toro, La Triple Nelson, La Tabaré, La Chancha, La Trampa y No Te Va Gustar, que cerró la jornada con una de las actuaciones más convocantes. El domingo 15 actuaron Eslabón, Dr. Rocka, Supersónicos, Buenos Muchachos, Chala Madre, Hereford, Trotsky Vengarán, los españoles The Locos, y el cierre estuvo a cargo de Buitres, quienes finalizaron el día con un show que combinó elementos retrospectivos con alta energía. Uno de los elementos más relevantes de esta edición fue la incorporación oficial del festival a la categoría de evento de «Interés Nacional» por parte del Gobierno uruguayo, en función de su capacidad para atraer grandes públicos, su contribución al turismo, y su importancia cultural como espacio de proyección para el rock uruguayo. Esta declaración reforzó el reconocimiento institucional del festival, que además de reunir a miles de personas, también impulsaba una significativa actividad económica.
La Intendencia de Durazno calculó que el festival movilizó entre 2,5 y 3 millones de dólares en actividad comercial, lo que lo posicionó como el acontecimiento de mayor impacto económico del año para la ciudad. El gasto promedio por asistente osciló entre US$10 y US$15. Alrededor de noventa puestos de venta ofrecieron alimentos, bebidas, productos promocionales y artículos varios. Además, la intendencia habilitó espacios de campamento organizados, como el «33 Orientales», equipados con servicios sanitarios e infraestructura básica. Más de 180 ómnibus regresaron hacia Montevideo durante la madrugada del lunes 16, con operativos de tránsito especialmente diseñados para evitar congestiones.
En términos operativos, la logística alcanzó su nivel más desarrollado hasta entonces: se fortalecieron los accesos, se distribuyó agua potable, se instalaron baños portátiles, se ofreció atención médica constante, y el sistema de seguridad funcionó en coordinación con autoridades locales, voluntarios y personal del cuerpo de bomberos. Al finalizar el evento, se produjeron algunos incidentes menores protagonizados por un grupo reducido de jóvenes al momento de retirarse del predio. Aunque no se reportaron lesiones de gravedad ni daños significativos, la situación generó discusiones públicas sobre la viabilidad de futuras ediciones y sobre la necesidad de incrementar los controles en los alrededores del parque.
En el plano artístico, la edición se caracterizó por ofrecer un balance entre agrupaciones consolidadas y propuestas emergentes, e incluyó la participación de una banda extranjera The Locos, que incorporó una nueva sonoridad al escenario y amplió el alcance del festival a nivel internacional. Las bandas uruguayas utilizaron el evento para afianzar sus repertorios, presentar composiciones inéditas y establecer un vínculo directo con una audiencia que llegó desde distintas regiones del país. Algunas escenas que quedaron registradas en la memoria colectiva fueron el pogo masivo durante «Clara» de Trotsky Vengarán, el cierre de No Te Va Gustar acompañado de fuegos artificiales, y la interpretación de «Del Cardal» por parte de La Trampa en un predio con barro, pero con una audiencia entusiasta.

### 2007: quinta edición, cambios de estructura y controversia de Bersuit Vergarabat
La quinta edición del Pilsen Rock se realizó los días 13 y 14 de octubre de 2007. Esta entrega introdujo transformaciones significativas en su estructura, con el objetivo de reafirmar el posicionamiento del festival como el principal evento de música joven del país, mediante ajustes organizativos, una programación artística renovada y una presencia regional más amplia.

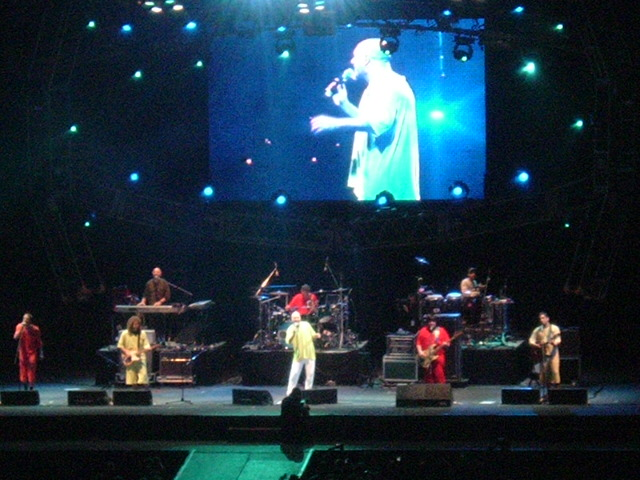
La presentación de Bersuit Vergarabat (fotografiados en 2004) en la quinta edición estuvo marcada de controversia, debido a una canción de la banda crítica contra la planta de celulosa Botnia, lo que generó abucheos por parte de la audiencia uruguaya

Desde su presentación oficial, los organizadores subrayaron la envergadura del evento. Vidalín, en una conferencia conjunta con autoridades nacionales, sostuvo que se trataba del festival «más grande del país, y me atrevo a decir de América». A diferencia de ediciones anteriores, se descartó el sistema de canje de chapitas y se implementó una modalidad de entradas pagas: $80 en preventa y $150 en boletería. Esta medida generó opiniones divididas, aunque no impidió una concurrencia estimada en unas 100 000 personas durante ambos días. En lo artístico, la edición 2007 se caracterizó por un recambio generacional en la programación. Por primera vez, el festival no incluyó a bandas emblemáticas como La Vela Puerca, No Te Va Gustar, Once Tiros o La Trampa. En su lugar, se apostó por una selección renovada que incorporó grupos emergentes como Mandala, Vieja Historia, Sinatras, Guachass y otros proyectos locales en expansión. Entre los invitados internacionales, destacaron las presentaciones de Bersuit Vergarabat y Catupecu Machu, provenientes de Argentina y aportando variedad estilística.
El desarrollo del festival presentó algunos episodios de tensión. La actuación de Bersuit Vergarabat generó controversia al interpretar una canción crítica hacia la planta de celulosa Botnia, en un momento de sensibilidad diplomática entre Uruguay y Argentina. Parte del público respondió con abucheos y se vivieron momentos tensos con asistentes argentinos. Además, durante la noche del sábado, entre 200 y 300 personas intentaron acceder al predio sin entrada, lo que derivó en enfrentamientos con la Policía montada. Las fuerzas de seguridad utilizaron gases lacrimógenos y efectuaron varias detenciones, aunque lograron controlar la situación sin consecuencias mayores.
Desde el punto de vista logístico, el festival mantuvo los niveles de organización alcanzados en años anteriores. La Intendencia de Durazno reforzó los accesos, colocó baños portátiles, puntos de hidratación y personal médico disponible durante toda la jornada. Más de 180 ómnibus partieron al finalizar el evento, facilitando el retorno seguro hacia Montevideo y otras localidades del interior.
Como parte del fortalecimiento del festival como plataforma artística, se publicó el CD/DVD oficial Pilsen Rock 5, que incluyó 23 temas grabados en vivo durante el evento. El sello Montevideo Music Group se encargó de la producción, y el director Daniel Aguerregoyen destacó la selección de canciones como un ejemplo del equilibrio entre agrupaciones reconocidas y nuevas propuestas que lograron llegar a una audiencia masiva.

### 2009: sexta edición e incidentes
La sexta edición del Pilsen Rock se llevó a cabo los días 21 y 22 de marzo de 2009. Esta instancia marcó el final de una etapa en la historia del festival, que desde el año siguiente dejaría su formato centralizado en Durazno para iniciar una fase itinerante por distintas regiones del país, comenzando por Montevideo. Con una programación compuesta por veinte bandas nacionales, la edición actuó como transición entre el ciclo fundacional del evento y un nuevo esquema de descentralización.
Uno de los puntos destacados fue el regreso del Cuarteto de Nos que se presentó por primera vez en el festival, y la esperada reunión de El Peyote Asesino luego de una década de inactividad, lo que aportó un componente simbólico al repertorio. También se presentaron Buitres, La Trampa, Hereford, Graffolitas, Trotsky Vengarán, Bufón, Chala Madre y Cursi, entre otros, que consolidaron la impronta rockera del encuentro. En cuanto a los artistas emergentes, subieron al escenario bandas como Loto, Harry, San Bardo’s, y Muromets, este último seleccionado mediante un concurso en línea que ofrecía un lugar en la programación.
Las entradas se vendieron en preventa por 130 pesos uruguayos y costaron 160 en puerta, confirmando el modelo de acceso pago iniciado en 2007. La primera jornada reunió cerca de 50 000 personas, una cifra inferior a la de años anteriores, aunque las autoridades estimaron un total de aproximadamente 90 000 asistentes durante ambos días. A pesar de la baja en concurrencia, el festival mantuvo una convocatoria considerable y desplegó una estructura logística amplia: un único escenario con 20 metros de frente, pantalla gigante con circuito cerrado de televisión, más de doce cámaras en vivo, y una organización que incluyó puestos sanitarios, controles de acceso, estaciones de hidratación y sectores destinados al acampe.
El evento, sin embargo, presentó algunos incidentes. En la madrugada del lunes, luego del cierre musical, un camión que transportaba personas se sobrecargó y colapsó, lo que provocó la caída de una baranda. El accidente causó la muerte de un joven y dejó herido al jefe de policía de Durazno, que intervenía en la situación. También se registraron intentos de ingreso sin entrada, enfrentamientos menores en las inmediaciones del predio y cerca de cincuenta detenciones. A pesar de ello, el Ministerio del Interior describió el operativo como el más tranquilo de todas las ediciones hasta ese momento, destacando la coordinación de seguridad.
Desde el punto de vista artístico y técnico, el festival mostró un nivel de consolidación avanzado. Varios grupos utilizaron el escenario para fortalecer sus propuestas, estrenar material y conectar con una audiencia diversa, mientras que la producción incorporó nuevos elementos visuales que ampliaron el legado audiovisual del evento. Al finalizar la edición, las autoridades confirmaron que 2009 sería la última vez que el Pilsen Rock se realizaría en formato fijo en Durazno, y anunciaron que a partir del año siguiente comenzaría un ciclo itinerante, iniciando en Montevideo.

### 2010: séptima edición en Teatro de Verano y Rural del Prado
La séptima edición del Pilsen Rock cambió su sede habitual en Durazno y se desarrolló en Montevideo durante octubre de 2010. El festival se llevó a cabo en dos fechas y dos escenarios distintos: el jueves 7 en el Teatro de Verano y el sábado 16 en la Rural del Prado. La selección de estos espacios respondió a la intención de utilizar infraestructuras urbanas capaces de recibir grandes audiencias y ofrecer experiencias adaptadas a distintos formatos.

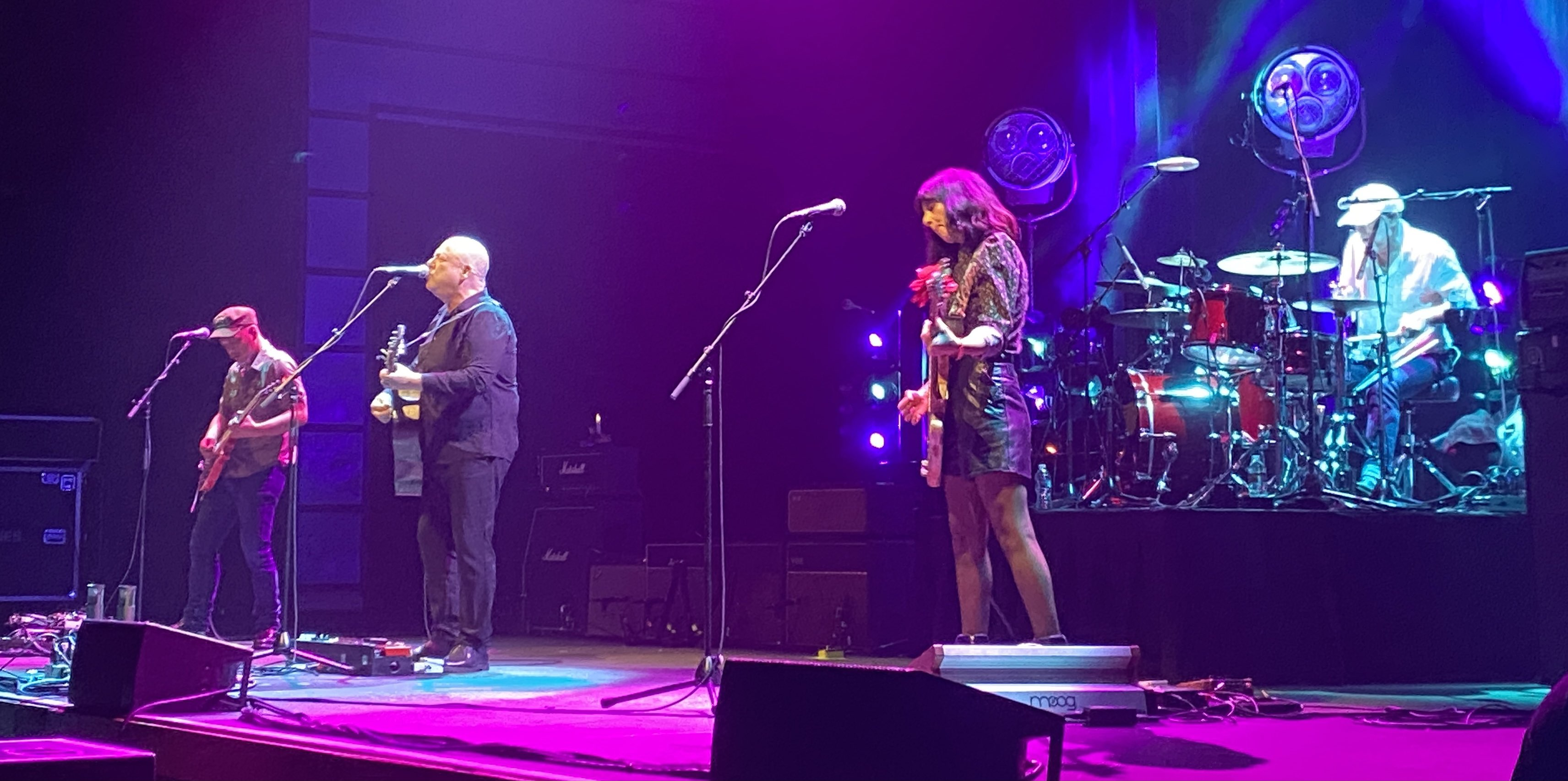
Los Pixies cerraron la noche en el Teatro de Verano como acto de cabeza

En la primera jornada, realizada en el Teatro de Verano, la banda uruguaya Buenos Muchachos inauguró la programación. Posteriormente, el grupo estadounidense Pixies actuó como número principal. Las entradas para ese día se vendieron bajo la modalidad de platea, con precios que oscilaron entre 600 y 900 pesos uruguayos, y se agotaron antes del evento. Este esquema permitió controlar el aforo y ofreció una experiencia centrada en un público que optó por disfrutar de artistas nacionales e internacionales en un entorno cerrado y con ubicación asignada.
La segunda fecha tuvo lugar en la Rural del Prado e incluyó una programación diversa que combinó propuestas extranjeras, locales y regionales. Queens of the Stone Age encabezó el segmento internacional. Desde Argentina participaron Andrés Calamaro, Los Violadores, Las Pastillas del Abuelo y Guasones. En cuanto a los artistas uruguayos, subieron al escenario No Te Va Gustar, Hereford, La Triple Nelson, Closet y Chala Madre. Para esta jornada, el acceso se organizó mediante la venta de entradas individuales y abonos combinados para quienes deseaban asistir a ambos días, lo que reflejó un modelo más estructurado de comercialización anticipada y planificación financiera.
La producción estuvo a cargo de Claudio Picerno, en conjunto con la marca Pilsen y la productora PopArt. El traslado del festival a Montevideo respondió a una estrategia orientada a ampliar la audiencia y optimizar el uso de la infraestructura urbana disponible para eventos de gran escala. Este cambio también modificó el perfil del festival, que dejó de ser un evento masivo localizado en el interior para transformarse en una propuesta urbana, con un alcance geográfico más amplio y dirigida a un público más heterogéneo.
Durante ambas jornadas, la organización desplegó un dispositivo logístico que incluyó controles de ingreso, servicios sanitarios, seguridad, puntos de hidratación y coordinación audiovisual para transmitir las actuaciones. La infraestructura técnica contempló un escenario principal con tecnología avanzada, pantallas de gran formato y un sistema de sonido adaptado tanto para espacios al aire libre como cerrados, según las características de cada recinto. La edición 2010 recibió cobertura de medios locales y nacionales, que difundieron la grilla artística y los resultados del evento. La venta formal de entradas generó ingresos que permitieron financiar la producción y cubrir los costos operativos, consolidando un modelo profesional de festival en el país. Al mismo tiempo, el evento mantuvo su orientación hacia la música joven, al reunir propuestas consolidadas y proyectos nuevos dentro del panorama nacional.

### 2020: octava edición y pandemia de COVID-19
La edición 2020 del Pilsen Rock marcó el retorno del festival tras una década de ausencia. Debido a la emergencia sanitaria derivada de la pandemia de COVID-19, la organización adaptó el evento a un formato completamente digital, sin público presencial. La transmisión se realizó el sábado 18 de julio de 2020, a las 22:00 p.m., a través de YouTube, Canal 10, Del Sol FM y el autocine Aerolife del Aeropuerto de Carrasco. La producción estuvo a cargo de Pardelion Music, en conjunto con Pilsen y distintos medios de comunicación. Como complemento al espectáculo, el festival impulsó una campaña solidaria destinada a apoyar a técnicos, músicos y trabajadores del sector cultural. A través de la plataforma Mercado Pago, los usuarios podían realizar donaciones voluntarias, mientras que parte de las ganancias obtenidas por la venta de entradas al autocine, merchandising oficial y una edición especial de cerveza Pilsen se destinó al colectivo Uruguay es Música.
El cartel artístico estuvo compuesto por cinco bandas: No Te Va Gustar, La Vela Puerca, Cuarteto de Nos, Eli Almic & DJ RC y Niña Lobo. Las grabaciones de los conciertos se realizaron previamente en estudios profesionales: No Te Va Gustar, Cuarteto de Nos y La Vela Puerca grabaron en sus propios estudios; Niña Lobo y Eli Almic lo hicieron en Club Neptuno. La propuesta audiovisual incluyó segmentos musicales, entrevistas, material documental y registros de archivo, con un enfoque de «concierto cinematográfico» adaptado a la nueva realidad. La edición alcanzó altos niveles de audiencia y ofreció múltiples formas de acceso, desde hogares particulares hasta funciones presenciales en formato autocine, lo que permitió cumplir con las medidas sanitarias impuestas por la pandemia. Los organizadores presentaron esta versión como una forma de mantener viva la marca del festival y explorar nuevas modalidades de producción cultural.

## Eventos cancelados

### Suspensión en 2008

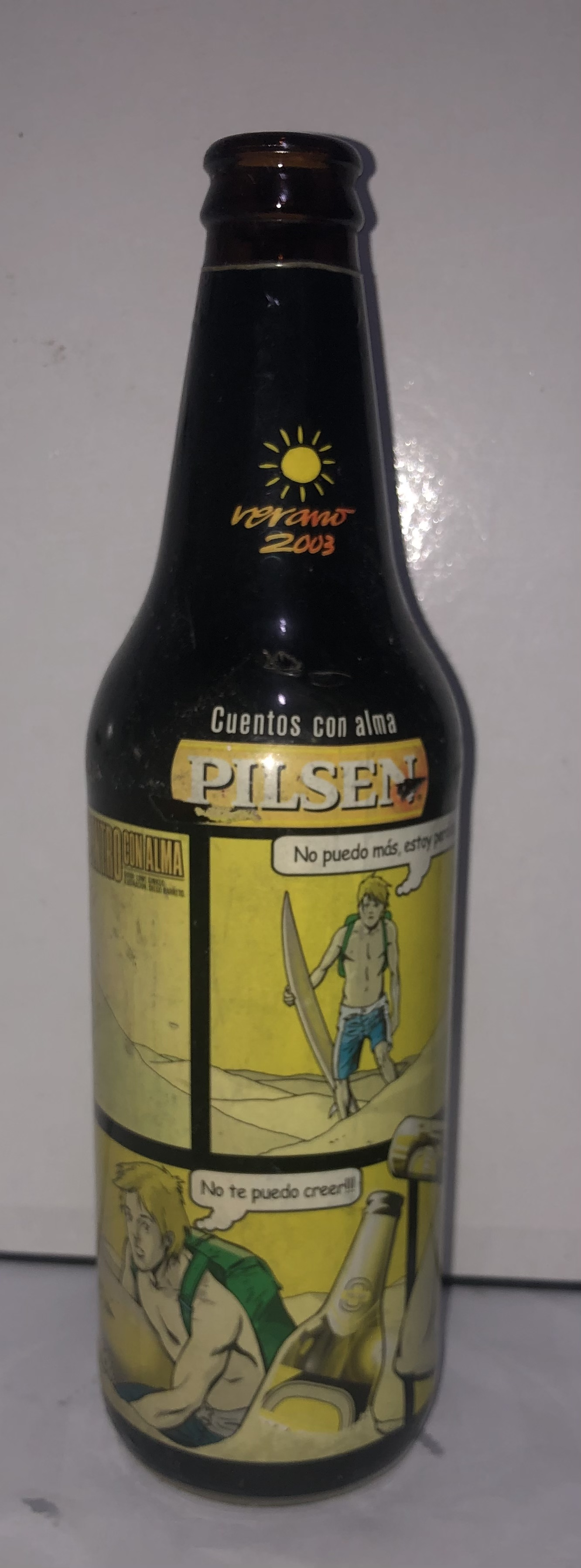
La edición de 2008 del Pilsen Rock se canceló, debido a un proyecto de ley que prohibía la venta de alcohol en eventos culturales

En junio de 2008, el intendente de Durazno, Carmelo Vidalín, anunció que ese año no se celebraría una nueva edición del Pilsen Rock, que tradicionalmente se realizaba entre octubre y noviembre en el Parque de la Hispanidad. Según explicó, la organización —integrada por Pilsen, Claudio Picerno y Fábricas Nacionales de Cerveza— había decidido postergar el festival hasta marzo de 2009. Alegaron que necesitaban reestructurar aspectos logísticos y de calendario, y que no estaban en condiciones de ofrecer un evento de calidad dentro de los plazos habituales. Uno de los factores que influyó directamente en la suspensión fue un proyecto de ley que el Poder Ejecutivo presentó al Parlamento en agosto de ese mismo año. La propuesta legislativa buscaba restringir la venta y el suministro de bebidas alcohólicas en un radio de 500 metros alrededor de eventos culturales y musicales masivos, no solo durante su desarrollo, sino también en las dos horas anteriores y posteriores a su realización. Frente a la incertidumbre sobre la aprobación de esta normativa, los organizadores optaron por cancelar la edición 2008 antes que enfrentar eventuales restricciones que pudieran comprometer el funcionamiento general del festival.
La noticia generó un impacto inmediato en el entorno comercial de la ciudad. Comerciantes móviles, vendedores de artículos diversos y trabajadores del sector gastronómico urbano señalaron que el Pilsen Rock solía atraer entre 120 000 y 150 000 personas por edición. Esta afluencia de público generaba ingresos considerables tanto para pequeños emprendedores como para la economía local en su conjunto. Aunque el Parlamento no llegó a aprobar la ley, el episodio puso en evidencia los desafíos que enfrentaba el modelo de festivales financiados por marcas de bebidas alcohólicas. La cancelación obligó a muchos de estos actores a reorganizar sus actividades comerciales y buscar alternativas durante ese período, lo que aumentó la expectativa sobre una posible reactivación del evento.

### Suspensión en 2024
En diciembre de 2023, Vidalín anunció la suspensión de la edición 2024 del festival Pilsen Rock, que estaba prevista para realizarse en el Parque de la Hispanidad. Vidalín explicó que había decidido cancelar el evento para evitar «más dolores de cabeza», tras incumplimientos en trámites vinculados a permisos de seguridad. Según el comunicado oficial, la DINACIA —Dirección Nacional de Aviación Civil e Infraestructura Aeronáutica—, organismo dependiente de la Fuerza Aérea Uruguaya, no otorgó las autorizaciones necesarias para garantizar la seguridad en el espacio aéreo ni en las áreas circundantes al aeropuerto cercano. La posición de las autoridades fue que, bajo las condiciones actuales, no se cumplían los estándares mínimos para realizar un evento de esas características.
El anuncio tomó por sorpresa a miembros de la Intendencia local. La coordinadora general del departamento, Sonia Martínez, relató que se enteró al mismo tiempo que la prensa, y señaló que no había recibido comunicación oficial. La cancelación también conllevó que la organización se comprometiera a devolver el importe de las entradas ya adquiridas. Durante la conferencia, Vidalín indicó: «No quiero más dolores de cabeza, con lo que pasó este fin de semana me alcanzó… he decidido suspender el retorno del Pilsen Rock previsto para el próximo año». Además, comentó que tanto la Intendencia como la empresa organizadora observaron que las condiciones de seguridad no estaban garantizadas, lo que terminó de motivar la resolución.

## Legado
El Pilsen Rock se posicionó como uno de los eventos de rock nacional con mayor convocatoria en Uruguay, superando en asistencia a festivales anteriores como la Fiesta de la X o el Montevideo Rock. Su primera edición, en 2003, reunió a decenas de miles de personas en Durazno y señaló el pasaje de una escena musical en crecimiento hacia un festival masivo dirigido al público local, sin la participación de artistas extranjeros.
En su apogeo, el festival congregó a entre 70 mil y 150 mil personas —una audiencia comparable o superior a la de multitudes dedicadas al fútbol o carnaval—, consolidando una nueva identidad colectiva para jóvenes uruguayos que habían vivido la crisis de principios de siglo y se encontraron en una experiencia musical emblemática. En esas ediciones, se calculó la concurrencia en 150 000 asistentes, lo que demostró la capacidad de la escena uruguaya para generar un fenómeno cultural de gran escala.
El festival también generó un impacto económico significativo en Durazno. Durante los fines de semana del evento, la ciudad duplicó su población, lo que se tradujo en ingresos locales estimados en más de US$500 000 a través de ventas relacionadas con alimentación, alojamiento y productos promocionales. Se calculó un gasto promedio por persona cercano a los 200 pesos uruguayos. Este flujo de visitantes promovió el turismo interno, estimuló el desarrollo de proveedores y comerciantes locales, y mejoró la logística regional.
En 2006, la Presidencia de la República y el Ministerio de Educación y Cultura declararon al festival de «interés nacional», reconociendo su importancia cultural y social. Esta designación oficial avaló un fenómeno surgido desde el interior del país y contribuyó a reforzar la idea de que los eventos culturales masivos no debían concentrarse únicamente en Montevideo.
Desde el punto de vista artístico, el Pilsen Rock permitió que bandas con trayectoria como La Vela Puerca, No Te Va Gustar, Buitres, Trotsky Vengarán, La Trampa y El Cuarteto de Nos tocaran ante públicos de más de 70 000 personas. Asimismo, ofreció visibilidad a grupos emergentes como Graffolitas, Hereford, La Teja Pride y Bufón, que encontraron en el festival una plataforma para llegar a nuevas audiencias. Culturalmente, el festival generó una memoria colectiva y emocional que hoy se rememora con nostalgia. Los testimonios describen peregrinaciones, acampes improvisados y un ambiente de hermandad juvenil en las rutas hacia Durazno, creando imágenes icónicas que persisten en la cultura popular. Esta experiencia dejó una marca en quienes vivieron el evento, plasmada en documentales, homenajes y reediciones, como la edición en streaming de 2020 destinada a apoyar a trabajadores del sector musical.
El Pilsen Rock también introdujo una nueva forma de relacionar marcas comerciales, música y espacio público en Uruguay. Fue pionero al combinar marketing de cerveza con música masiva, sin que ello erosionara su identidad local; al contrario, se lo reivindica como un modelo genuino de descentralización cultural. Aunque el festival dejó de realizarse anualmente, continúa influyendo en la organización de espectáculos en el interior del país, en investigaciones académicas sobre música juvenil y en iniciativas culturales vinculadas a la escena local.

## Lista de artistas
| 25 de octubre                                                 | 26 de octubre                                                 | Ref.  |
| ------------------------------------------------------------- | ------------------------------------------------------------- | ----- |
| - Dsus4 - Hereford - Graffolitas - Trotsky Vengarán - Buitres | - Sordromo - Once Tiros - Vinilo - No Te Va Gustar - La Renga | [ 8 ] |

| 13 de noviembre                                                                                  | 14 de noviembre | Ref.   |
| ------------------------------------------------------------------------------------------------ | --- | ------ |
| - Lapso - No Te Va Gustar - Bufón - La Trampa - La Teja Pride - Hereford - Graffolitas - Buitres | - Saturno Dandys - La Tabaré - La Saga - Once Tiros - Psimio - Trotsky Vengarán - Vinilo - Die Ärzte - La Vela Puerca | [ 11 ] |

| 8 de octubre | 9 de octubre | Ref.          |
| --- | --- | ------------- |
| - Cadáveres Ilustres - Doberman - Snake - Motosierra - Graffolitas - Buenos Muchachos - Hereford - Abuela Coca - Trotsky Vengarán - La Vela Puerca | - Placebo For Export - RendHer - Boomerang - La Triple Nelson - Sórdromo - Buitres - Once Tiros - La Trampa - No Te Va Gustar | [ 15 ] [ 16 ] |

| 14 de octubre | 15 de octubre | Ref.   |
| --- | --- | ------ |
| - Pecho e' Fierro - Vendetta - Vinilo - Doberman - Rey Toro - La Triple Nelson - La Tabaré - La Chancha - La Trampa - No Te Va Gustar | - Eslabón - Dr. Rocka - Supersónicos - Buenos Muchachos - Chala Madre - Hereford - Trotsky Vengarán - The Locos - Buitres | [ 21 ] |

| 13 de octubre | 14 de octubre | Ref.   |
| --- | --- | ------ |
| - OZ - Malacate - Silverados - La Conjura - Snake - Guatusi - Tabaré Cardozo - La Tabaré - Bersuit Vergarabat - Buenos Muchachos - Rey Toro | - Mandala - Sinatras - Guachass - Vieja Historia - Graffolitas - Cursi - Chala Madre - Hereford - Buitres - Trotsky Vengarán - Catupecu Machu | [ 34 ] |

| 21 de marzo | 22 de marzo | Ref.   |
| --- | --- | ------ |
| - Muromets - Nemesis - Loto - Harry - Bufón - Chala Madre - Cursi - Graffolitas - Buitres - La Trampa - El Cuarteto de Nos | - La Sellada - Closet - San Bardo's - Vendetta - Socio - Transe - ReyToro - Hereford - Trotsky Vengarán - El Peyote Asesino | [ 38 ] |

| 7 de octubre (Teatro de Verano) | 16 de octubre (Rural del Prado) | Ref.  |
| ------------------------------- | --- | ----- |
| - Pixies - Buenos Muchachos     | - Queens of the Stone Age - Andrés Calamaro - No Te Va Gustar - Hereford - Los Violadores - Las Pastillas del Abuelo - Guasones - La Triple Nelson - Closet - Chala Madre | [ 1 ] |

| 18 de julio                                                                             | Ref.   |
| --------------------------------------------------------------------------------------- | ------ |
| - La Vela Puerca - No Te Va Gustar - El Cuarteto de Nos - Eli Almic & DJ RC - Niña Lobo | [ 45 ] |